# بوتشوینکا (گمینا گووداپ)
بوتشوینکا (به لهستانی:  Boćwinka) یک روستا در لهستان است که در گمینا گووداپ واقع شده‌است. بوتشوینکا ۲۸۰ نفر جمعیت دارد.